# 凱泰萊湖
62°56′N 26°02′E / 62.933°N 26.033°E

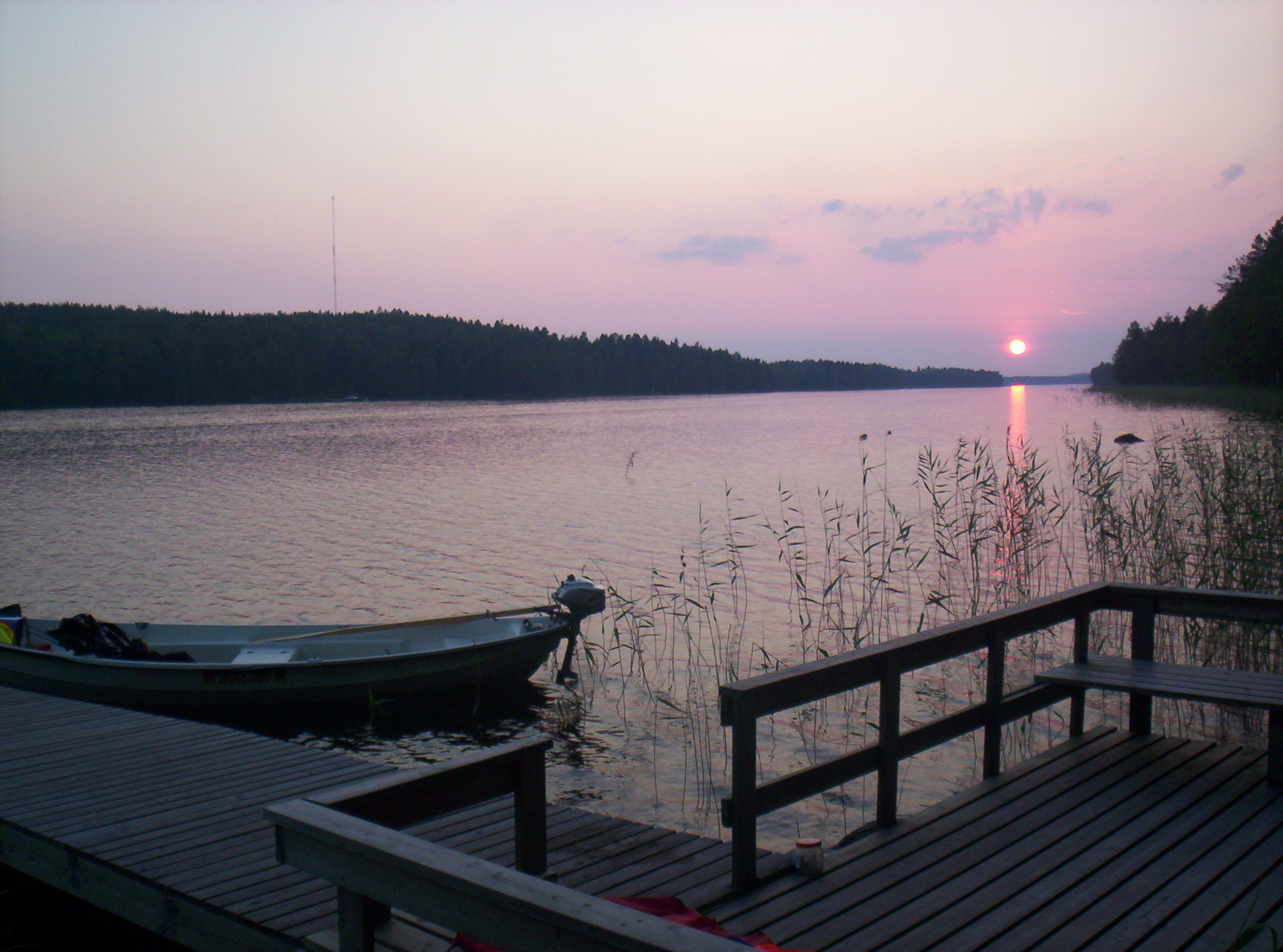
凱泰萊湖

凱泰萊湖（芬蘭語：Keitele）是芬蘭的湖泊，位於該國中部，面積498.41平方公里，是該國第九大湖泊，海拔高度99.5米，平均水深6.88米，最大水深66米，蓄水量3.4立方公里。

## 外部連結
- National Gallery, London（页面存档备份，存于）